# Eutypa
Eutypa es un género de hongos en la familia Diatrypaceae. Este género posee una distribución amplia y contiene 32 especies. Las formas anamórficas incluyen los géneros Libertella y Cytosporina. El género fue circumscripto en 1863 por los micólogos y hermanos franceses Louis and Charles Tulasne.

## Especies
- Eutypa acerina
- Eutypa aspera
- Eutypa astroidea
- Eutypa bathurstensis
- Eutypa crustata
- Eutypa flavovirens
- Eutypa hydnoidea
- Eutypa laevata
- Eutypa lata
- Eutypa leioplaca
- Eutypa leptoplaca
- Eutypa ludibunda
- Eutypa maura
- Eutypa polycocca
- Eutypa prorumpens
- Eutypa quercicola
- Eutypa scabrosa
- Eutypa sparsa
- Eutypa spinosa
- Eutypa subtecta
- Eutypa tetragona
- Eutypa ulicis
- Eutypa velutina